# Норвуд (Масачусетс)
Норвуд (енгл. Norwood) насељено је место без административног статуса у америчкој савезној држави Масачусетс.

## Демографија
По попису из 2010. године број становника је 28.602, што је 15 (0,1%) становника више него 2000. године.
| Група             | 2000.          | 2010.          |
| Белци             | 25.606 (89,6%) | 23.642 (82,7%) |
| Афроамериканци    | 659 (2,3%)     | 1.483 (5,2%)   |
| Азијати           | 1.446 (5,1%)   | 1.698 (5,9%)   |
| Хиспаноамериканци | 473 (1,7%)     | 1.227 (4,3%)   |
| Укупно            | 28.587         | 28.602         |